# 街头曲棍球

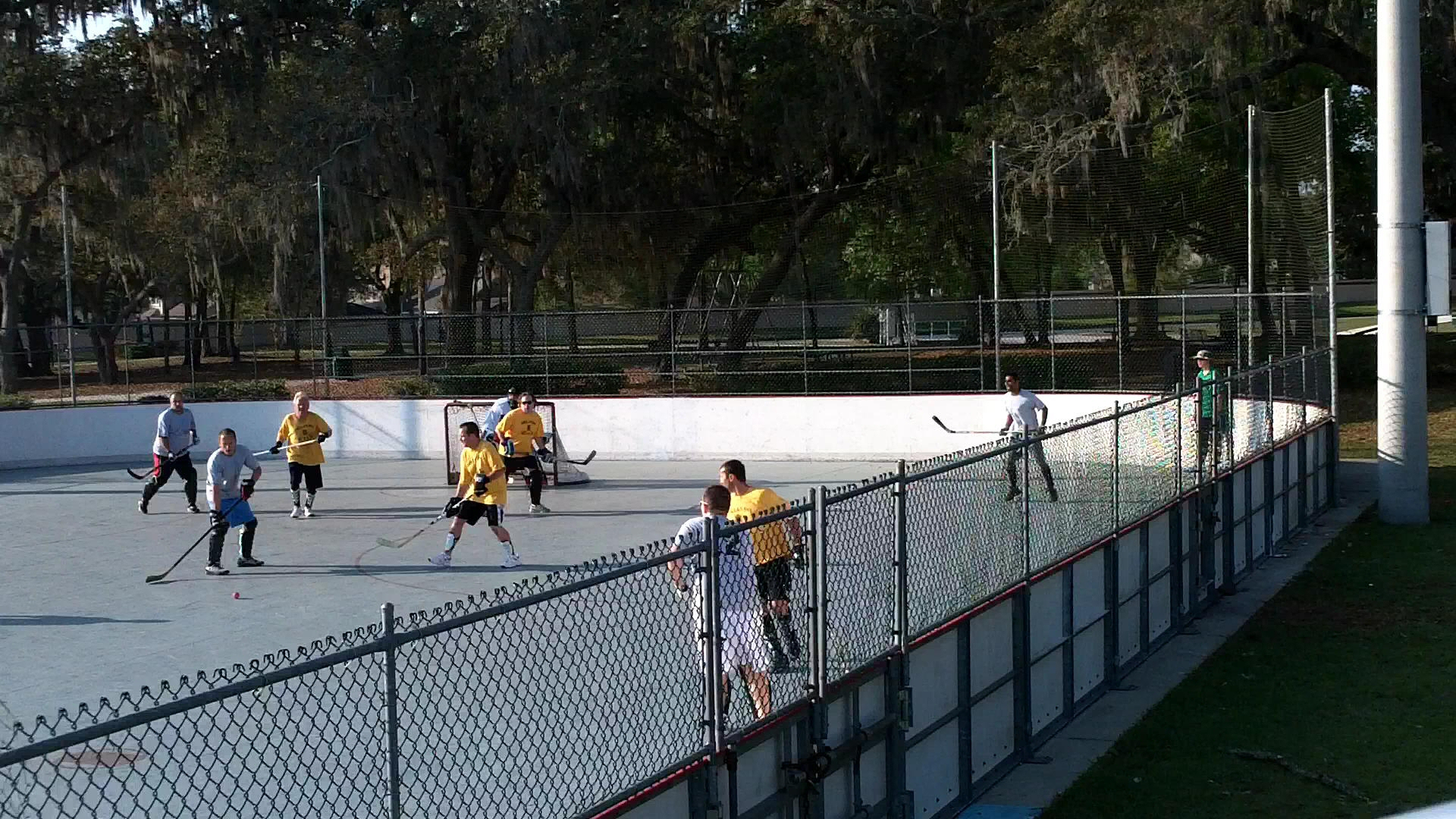
街头曲棍球

街头曲棍球是一種衍生自冰球、软式曲棍球、班迪球、草地曲棍球的運動，通常在室外（通常是街道、 停車場、網球場或其他瀝青路面）进行，玩家可以步行或穿溜冰鞋比賽，玩家要将球射入对方球门来获得分數。另外街头曲棍球並沒有官方制定的規則，所以玩家可以自己決定哪種類型的球作為比賽用球，而且也沒有裁判。